# 戴維·弗賴登塔爾
戴維·弗賴登塔爾（英語：Dave Freudenthal；1950年10月12日—）是美国的一位政治人物。在2003年至2011年期間，戴維·弗賴登塔爾擔任第31任怀俄明州州长職務。弗賴登塔爾的黨籍是民主黨。弗賴登塔爾在2002年首次當選懷俄明州州長，並且在2006年順利連任。